# Кугаппи, Арри Матвеевич
А́рри Матве́евич Куга́ппи (фин. Aarre Kuukauppi) (14 февраля 1953 года) — епископ Евангелическо-лютеранской церкви Ингрии c 1996 года по 2020 год.

## Биография
Ингерманландец. Отец — Матвей Кугаппи (фин. Matti Kuukauppi) родился в деревне Бабино, мать Айно, урождённая Кюльмясу (фин. Kylmäsuu), — в соседней деревне Углово Всеволожского района Ленинградской области.
Родился в карельской деревне Падозеро. В 1980 году окончил Высшее художественно-промышленное училище им. В. И. Мухиной в Ленинграде.
C 1977 года принимал активное участие в жизни лютеранской общины Пушкинского прихода.
С 1990 года — диакон Колтушского прихода.
С мая 1992 года — викарий Церкви Ингрии, с августа 1992 года — пастор и настоятель Колтушского прихода.
С 20 января 1996 года — епископ Церкви Ингрии. Хиротонию совершили епископы Лейно Хассинен (Церковь Ингрии), Матти Сихвонен (Куопио, Финляндия), Верне (Будё, Норвегия), Хенрик Свенунгссон (Швеция) и Георг Кречмар (Россия), а также архиепископ Яан Кийвит (Эстония). С 1996 года — глава Евангелическо-лютеранской церкви Ингрии.
В 2020 году вышел в отставку с титулом епископ-эмеритус. По результатам выборов, прошедших накануне осенью, его сменил Иван Лаптев, рукоположенный 9 февраля 2020 года. 
С 2021 года исполняет обязанности первого викария действующего епископа ЕЛЦИ.
Сторонник экуменизма. Поддерживает тесные связи с Синодом Миссури.
Удостоен почётной степени доктора богословия, награждён орденом Агриколы Финской Церкви, орденом Креста «За заслуги» I степени за вклад в духовную жизнь Эстонской евангелическо-лютеранской церкви.
Женат, имеет четырёх детей.

## Фото

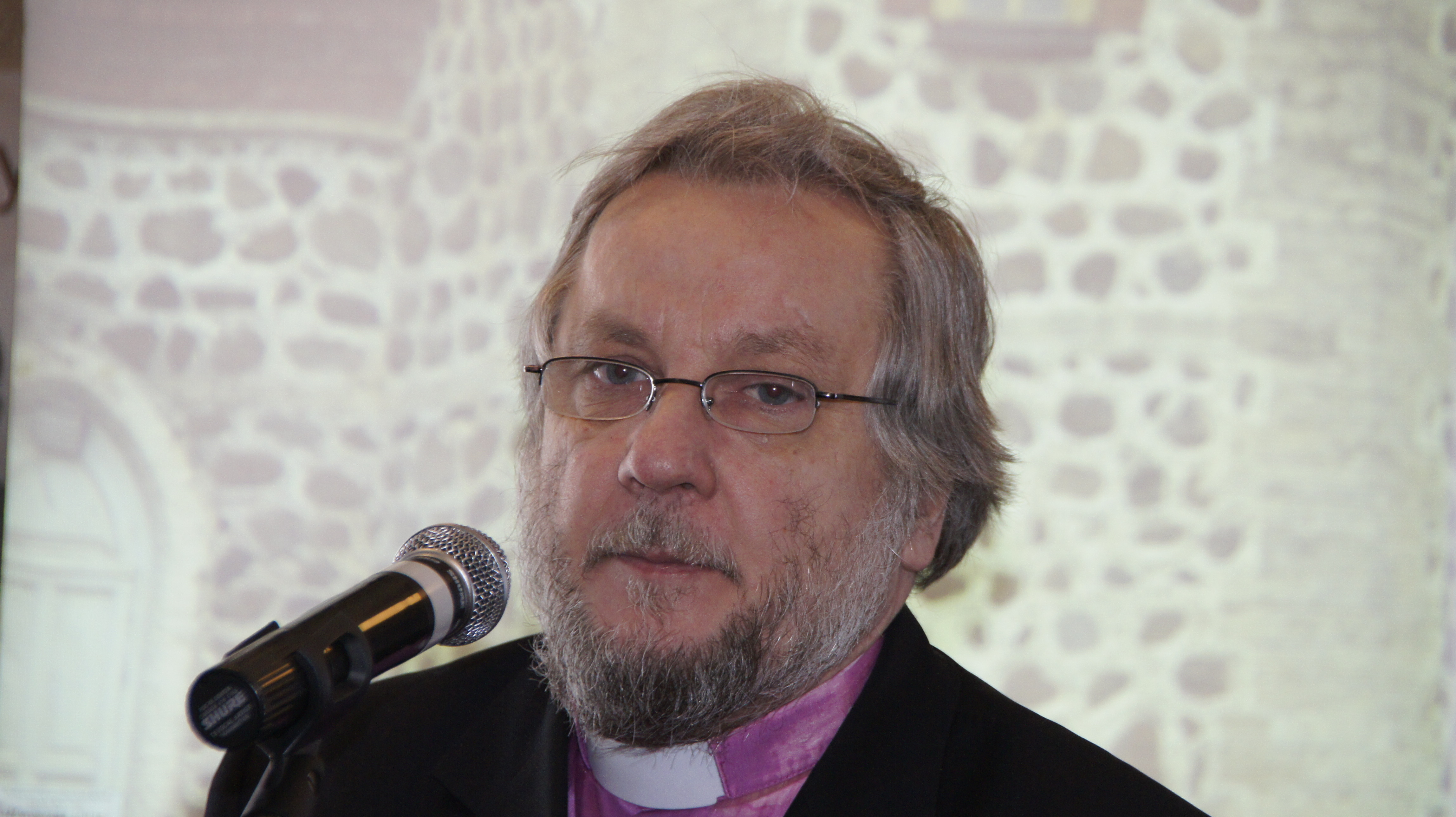
Выступление в краеведческом музее города Волосово. 2011 год
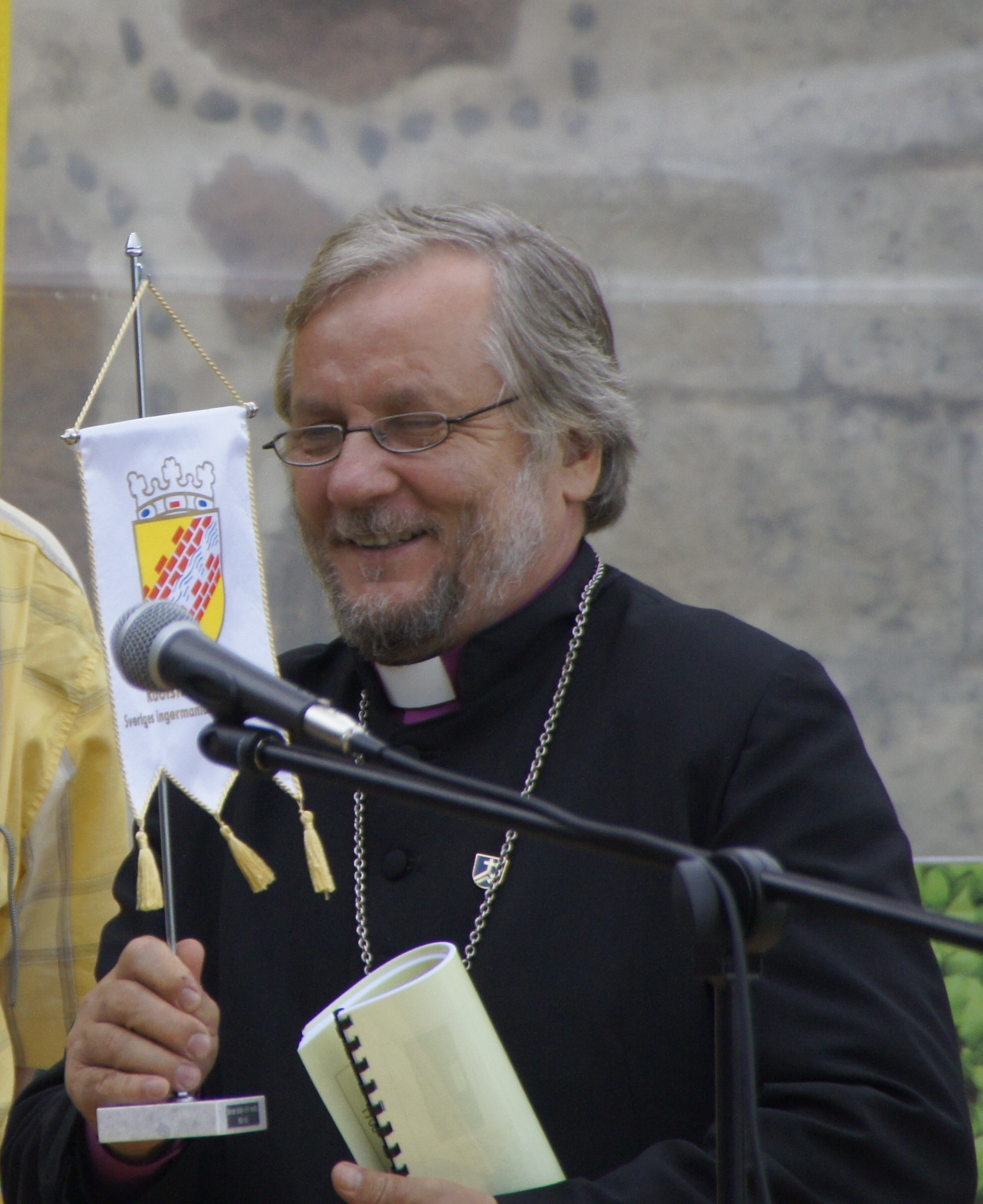
Празднование 400-летия ЕЛЦИ
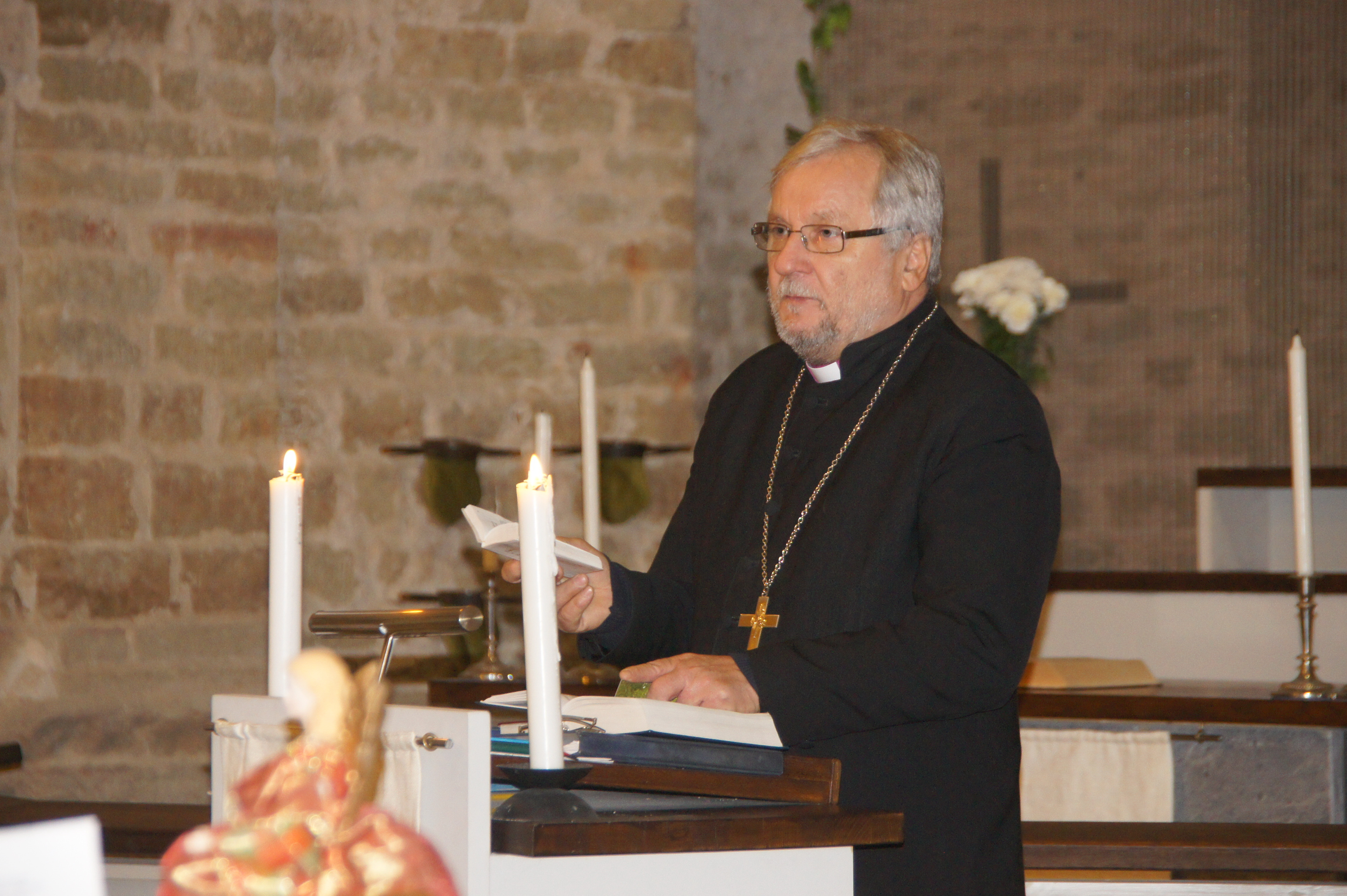
Служба в церкви Святого Иоанна Крестителя, д. Губаницы. 2014 год
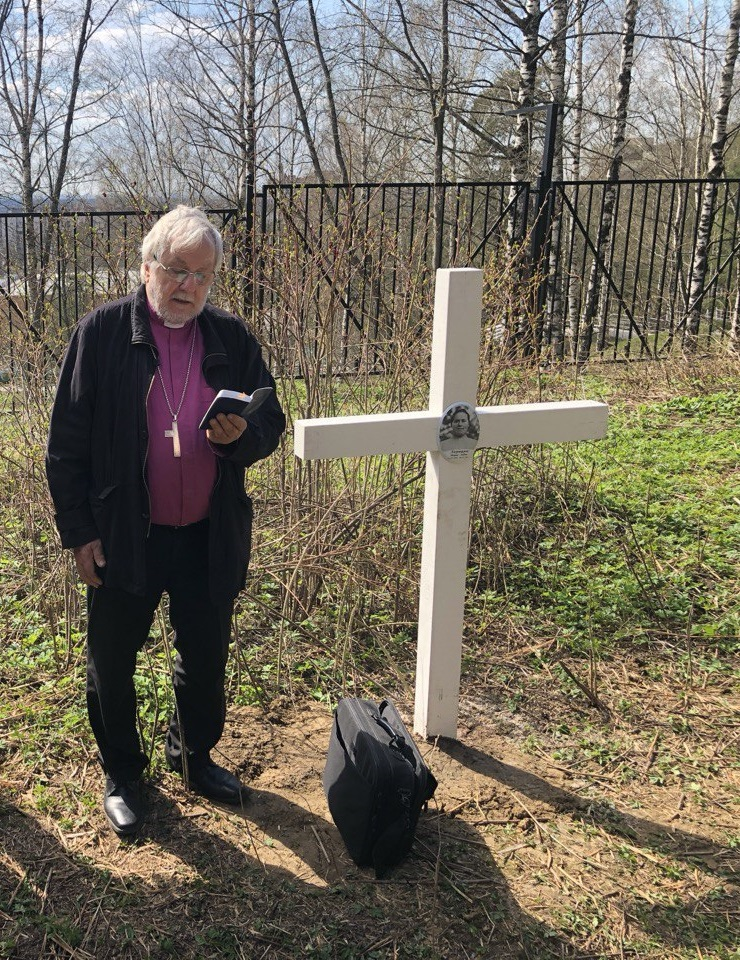
Служба на кладбище прихода Ряяпювя. 2024 год
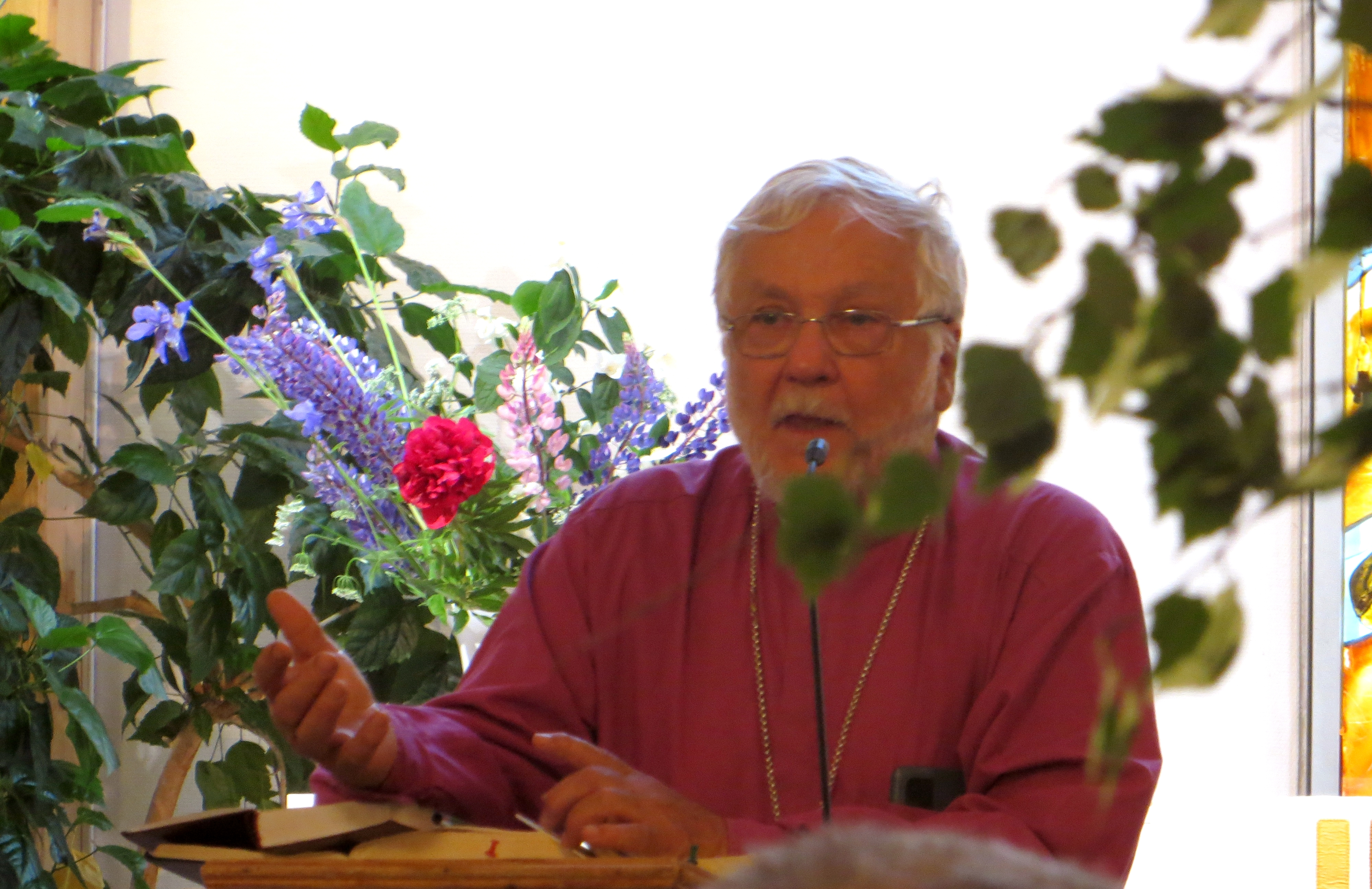
Праздничная служба в приходе Келтто. Юханнус-2025